# Jessie Murph
Jessie Murph (Huntsville, 22 settembre 2004) è una cantante statunitense.

## Biografia
Jessie Murph è salita alla ribalta col brano Always Been You, che le ha fruttato la possibilità di firmare un contratto con la Columbia e di ottenere il primo ingresso nella Billboard Hot 100, nonché un disco di platino sia dalla Recording Industry Association of America che dalla Music Canada. È poi uscita Pray, seconda entrata della cantante nella Hot 100 nazionale e certificata oro sia in patria che in Canada. Entrambi i brani hanno anticipato l'uscita del mixtape d'esordio, intitolato Drowning (2023).
Heartbroken (2023), in collaborazione con Diplo e Polo G, è diventato il suo terzo ingresso nella principale hit parade statunitense. Wild Ones (2023), invece, è triplo platino negli Stati Uniti d'America, ha ricevuto la nomination per l'MTV Video Music Award alla miglior collaborazione e ha segnato il più alto posizionamento della cantante nella sopraccitata classifica (35ª posizione). Mentre High Road, in collaborazione con Koe Wetzel, ha scalato la classifica fino alla 22ª posizione, Dirty, un duetto con Teddy Swims, ha fatto l'entrata alla 79ª posizione.
Nel settembre 2024 è avvenuta la pubblicazione del suo album in studio d'esordio, That Ain't No Man That's The Devil, che ha debuttato al 24º posto della Billboard 200, e che è oro sia in patria che in Canada per le oltre 500 000 e 40 000 unità equivalenti. L'LP le ha fatto guadagnare la candidatura per l'Academy of Country Music Award all'artista femminile esordiente dell'anno.
Nella prima metà del 2025 sono usciti i singoli Gucci Mane e Blue Strips, che anticipano la pubblicazione del secondo progetto in studio, dal titolo Sex Hysteria; si tratta del primo a entrare la top ten della Billboard 200, esito ottenuto con 44 000 unità.

## Discografia

### Album in studio
- 2024 – That Ain't No Man That's The Devil
- 2025 – Sex Hysteria

### Mixtape
- 2023 – Drowning

### Singoli
- 2021 – Upgrade
- 2021 – Look Who's Cryin' Now
- 2021 – When I'm Not Around
- 2021 – Sobriety
- 2023 – Cowboys and Angels
- 2023 – Texas (con Maren Morris)
- 2023 – Heartbroken (con Diplo e Polo G)
- 2023 – Wild Ones (con Jelly Roll)
- 2024 – Son of a Bitch
- 2024 – Cold
- 2024 – High Road (con Koe Wetzel)
- 2024 – Dirty (con Teddy Swims)
- 2024 – I Hope It Hurts
- 2024 – Someone in This Room (feat. Bailey Zimmerman)
- 2024 – Sip
- 2025 – Gucci Mane
- 2025 – Blue Strips (solo o con Sexyy Red)
- 2025 – Touch Me like a Gangster
- 2025 – Heroin
- 2025 – Bad as the Rest

## Tournée
- 2023 – Drowning Tour
- 2023 – Cowboys and Angels North American Tour
- 2024 – In the Sticks Tour
- 2025 – Worldwide Hysteria Tour